# Phó Chủ tịch Hội đồng Tham mưu trưởng Liên quân

Phù hiệu Bộ tổng tham mưu Liên quân Hoa Kỳ

Phó Tổng tham mưu trưởng Liên quân Hoa Kỳ (Vice Chairman of the Joint Chiefs of Staff) theo luật là sĩ quan cao cấp thứ 2 trong Quân đội Hoa Kỳ , chỉ đứng dưới cấp Tổng tham mưu trưởng Liên quân Hoa Kỳ. Phó Tổng tham mưu trưởng Liên quân Hoa Kỳ đứng trên cấp tất cả các sĩ quan lãnh đạo của các quân chủng trong Quân đội Hoa Kỳ nhưng không có thực quyền tư lệnh đối với họ và các quân chủng của họ. Chức vụ này được lập ra theo Đạo luật Goldwater-Nichols năm 1986 để giảm bớt trách nhiệm cho Tổng tham mưu trưởng Liên quân. Khi Tổng tham mưu trưởng Liên quân vắng mặt thì Phó Tổng tham mưu trưởng chủ trì các cuộc họp của Bộ tổng tham mưu Liên quân Hoa Kỳ và những nhiệm vụ khác được nói trong Mục 153, Điều 10, Bộ luật Hoa Kỳ cũng như có thể thực thi những nhiệm vụ khác mà Tổng thống Hoa Kỳ, Tổng tham mưu trưởng Liên quân, hay Bộ trưởng Quốc phòng Hoa Kỳ giao phó.
Tuy đây là chức vụ rất quan trọng nhưng, giống như chức vụ Tổng tham mưu trưởng Liên quân, chức vụ này không có thực quyền tư lệnh nào đối với các lực lượng tác chiến. Thứ tự chỉ huy đi từ Tổng thống Hoa Kỳ đến Bộ trưởng Quốc phòng Hoa Kỳ rồi trực tiếp đến các tư lệnh các bộ tư lệnh tác chiến thống nhất. Phó Tổng tham mưu trưởng Liên quân Hoa Kỳ được Tổng thống Hoa Kỳ đề cử và phải được Thượng viện Hoa Kỳ xác nhận với tỉ lệ đa số phiếu thuận mới được bổ nhiệm. Theo luật, Phó Tổng tham mưu trưởng Liên quân được bổ nhiệm với cấp bậc đại tướng hay đô đốc 4-sao .
Nền cờ của Phó Tổng tham mưu trưởng Liên quân là màu trắng có một dãy xanh biển nằm theo đường chéo từ phần trên phía cán cờ chạy dài xuống phần bay phía dưới cờ. Trung tâm cờ là một đại bàng Mỹ, hai cánh dang rộng. Móng vuốt của đại bàng kẹp ba mũi tên chéo nhau. Một tấm khiên có phần chính màu xanh biển và 13 sọc trắng đỏ nằm trên ức đại bàng. Nằm theo đường chéo từ phần bay phía trên chạy xuống phần cán phía dưới là bốn ngôi sao 5-cánh, màu xanh biển trên nền trắng, hai ngôi phía trên đại bàng và hai phía dưới.

## Danh sách theo thời gian
| Thứ tự | Tên                           | Hình | Quân chủng          | Nhậm chức  | Rời chức    |  |
| ------ | ----------------------------- | ---- | ------------------- | ---------- | ----------- |  |
| 1.     | Đại tướng Robert T. Herres    |      | Không quân          | 06/02/1987 | 28/02/1990  |  |
| 2.     | Đô đốc David E. Jeremiah**    |      | Hải quân            | 01/03/1990 | 28/02/1994  |  |
| 3.     | Đô đốc William "Bill" Owens   |      | Hải quân            | 01/03/1994 | 27/02/1996  |  |
| 4.     | Đại tướng Joseph Ralston      |      | Không quân          | 01/03/1996 | 29/02/2000  |  |
| 5.     | Đại tướng Richard Myers*      |      | Không quân          | 29/02/2000 | 01/10/2001  |  |
| 6.     | Đại tướng Peter Pace*         |      | Thủy quân lục chiến | 01/10/2001 | 12/08/2005  |  |
| 7.     | Đô đốc Edmund Giambastiani    |      | Hải quân            | 12/08/2005 | 27/07/2007  |  |
| 8.     | Đại tướng James E. Cartwright |      | Thủy quân lục chiến | 2/9/2007   | 30/5/2011   |  |
| 9.     | Đô đốc James A. Winnefeld, Jr |      | Hải quân            | 30/5/2011  | 31/7/2015   |  |
| 10.    | Đại tướng Paul J. Selva       |      | Không quân          | 31/7/2015  | 31/7/2019   |  |
| 11.    | Đại tướng John E. Hyten       |      | Không quân          | 21/11/2019 | 19/11/2021  |  |
| 12.    | Đô đốc Christopher W. Grady   |      | Hải quân            | 20/12/2021 | Đương nhiệm |  |

- * - Sau đó phục vụ trong vai trò Tổng tham mưu trưởng Liên quân
- ** - Phục vụ trong vai trò Quyền Tổng tham mưu trưởng Liên quân

## Số Phó tổng tham mưu trưởng theo từng quân chủng
- Không quân - 5
- Lục quân - không có
- Thủy quân lục chiến - 2
- Hải quân - 5